# Język achi
Język achi – język używany przez Indian Achi w Gwatemali. Należy do rodziny języków majańskich (grupa mam-kicze).
Jest blisko spokrewniony z językiem kicze. Przez językoznawców jest zazwyczaj uważany za dialekt języka kicze. 